# Total Annihilation
Total Annihilation é um jogo eletrônico 3D de estratégia em tempo real desenvolvido pela empresa CaveDog Entertainment, projeto no qual atuou Chris Taylor.
O enredo se passa em um futuro distante, numa disputa entre duas fações, a Arm que representa a revolta de um braço da galáxia e Core que representa o governo central. As duas fações lutaram pelo domínio da galáxia, em uma guerra que durou 4000 anos e extinguiu a vida de milhões de mundos.
O jogo tem duas expansões, o The Core Contingency e o Battle Tactics, ambas lançadas em 1998. 